# Цилюрник Володимир Анатолійович
Володи́мир Анато́лійович Цилю́рник — капітан Збройних сил України.
31 жовтня 2014 року за особисту мужність і героїзм, виявлені у захисті державного суверенітету та територіальної цілісності України, вірність військовій присязі під час російсько-української війни, відзначений — нагороджений орденом «За мужність» III ступеня.